# EAM-Hochhaus

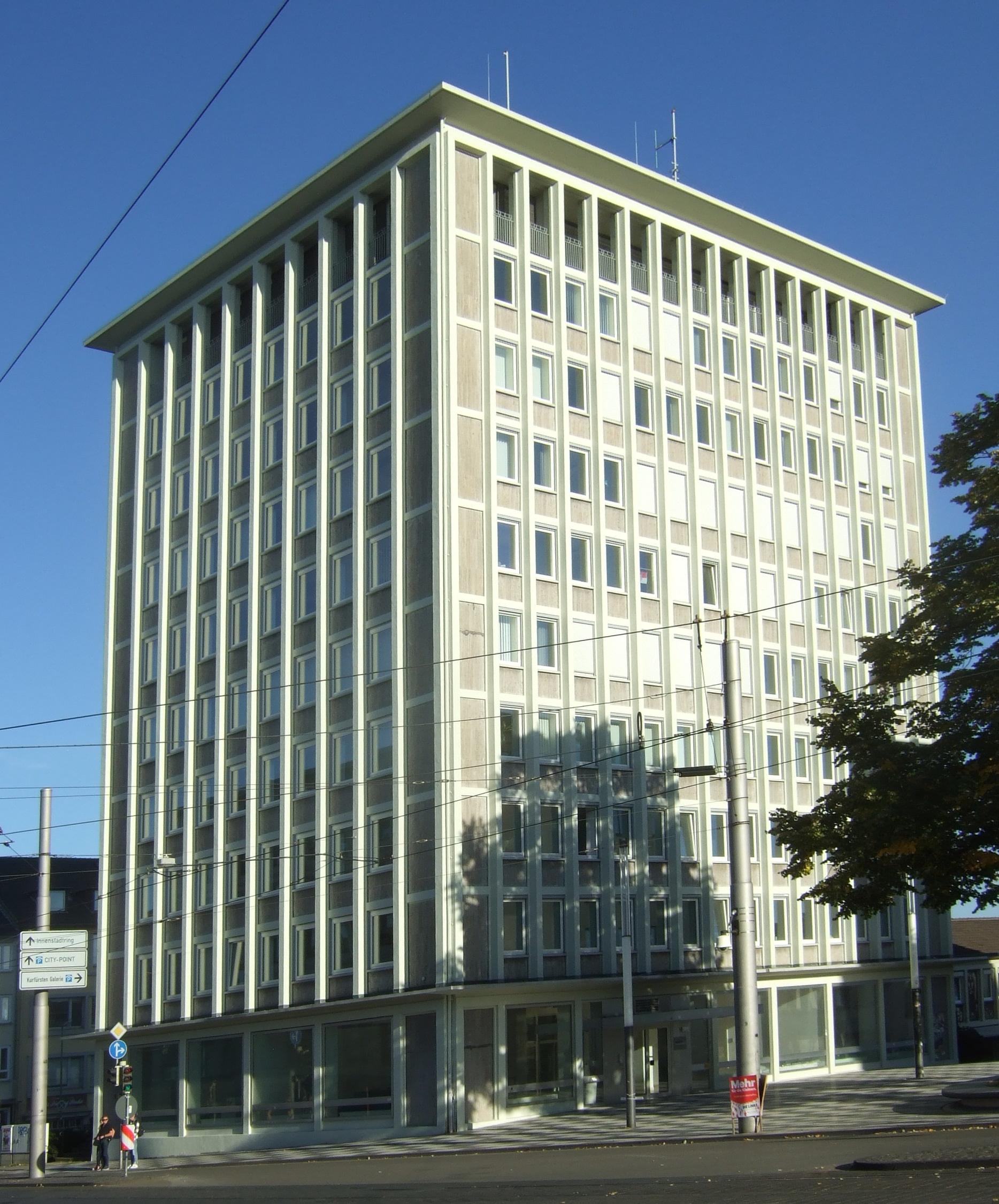

Das EAM-Hochhaus ist das erste Hochhaus der Nachkriegszeit in Kassel. Es befindet sich am nördlichen Ende der Treppenstraße an der Ecke zum Scheidemannplatz. Es wurde von 1954 bis 1956 nach Plänen des Architekten Werner Seidel erbaut. Es ist eine städtebauliche Dominante zwischen Hauptbahnhof und dem Friedrichsplatz. Das Gebäude wurde in einem Rechteckgrundriss mit zehngeschossigem Stahlbetonskelett mit 14:8-Achsen als Verwaltungsgebäude des Energiekonzerns Elektrizitäts-Aktiengesellschaft Mitteldeutschland (EAM) erbaut. Die Fassade besteht aus markanten Hausteinbändern, zusammengefassten Baukanten und hocheckigen Schwingflügel-Fenstern. Sie ist mit sandsteinfarbenen Steinplatten verkleidet. Im Obergeschoss befinden sich vertiefte Fensternischen. Das Erdgeschoss trägt ein vorkragendes Gesims und große Schaufenster.
Das Gebäude wurde jahrzehntelang von der EAM genutzt, aber 2011 an eine Kasseler Immobilienfirma verkauft. Da die Stadt Kassel das Gebäude anmieten will, um dort ihr Jugendamt unterzubringen, wird das Gebäude derzeit saniert und umgebaut.